# Kalachevsky (huyện)
Huyện Kalachevsky (tiếng Nga: ? райо́н) là một huyện hành chính tự quản (raion), của Tỉnh Volgograd, Nga. Huyện có diện tích 3819 km², dân số thời điểm ngày 1 tháng 1 năm 2000 là 63600 người. Trung tâm của huyện đóng ở Kalach-na-Donu.